# Giuseppe Sacco Albanese
Giuseppe Sacco Albanese (Bormla, 1872 – 1943) è stato un attore maltese. Si ritiene che sia l'attore che prese parte nel 1890 alla realizzazione di Monkeyshines, considerato il primo film realizzato negli Stati Uniti d'America, e di altri cortometraggi prodotti dalla Edison. Secondo altri studiosi di storia del cinema non è sicuro che il cortometraggio sia stato filmato infatti nel 1889 a causa di alcune date di produzione che sarebbero anacronistiche: alcune segnano il giugno 1889 con John Ott come protagonista, e altre date indicano invece il periodo dal 21 al 27 novembre 1890, con la partecipazione appunto di Giuseppe Sacco Albanese.

## Biografia
Nacque nell'isola di Malta, uno dei diciassette figli di Vincenzo Sacco e Rosa Albanese, adottando entrambi i cognomi in età adulta. Scrisse invano all'inventore Thomas Edison il 15 gennaio 1890 per chiedergli un lavoro ma decise di partire lo stesso e, nell'agosto 1890, arrivò negli USA, a West Orange, dove trovò lavoro come macchinista presso il laboratori di Edison. Qui, William Kennedy Laurie Dickson conducendo i primi esperimenti per catturare il movimento su pellicole di celluloide riprendendo i membri dello staff come appunto Sacco Albanese, oltre ad altri come Jimmy Duncan, Fred Devonald, Fred Ott e Dickson stesso. Dickson, nel 1933, nello scrivere di questi esperimenti, riportò anche che "un greco brillante [sic] di natura solare, di nome Sacco Albanese, fu una delle mie prime vittime, figurando principalmente nel 1/4 di pollice, e più tardi nel 1 / Immagini da 2 pollici. Drappeggiato di bianco, è stato fatto passare attraverso alcune strane buffonate". Da queste memorie si è poi desunto che il soggetto dei cosiddetti esperimenti "Monkeyshines", in cui immagini vennero impresse su pellicola di celluloide avvolta attorno a un cilindro. Queste immagini sono ancora esistenti ma sono così piccole e con così pochi dettagli che non è possibile scorgere un volto riconoscibile dalla figura impressa che agita le braccia. Venne ipotizzato però successivamente che le immagini risalgano al 1889, all'epoca delle prime prove e quindi, se così fosse, allora Sacco Albanese non è la figura ripresa nei Monkeyshines, ma fu invece oggetto di altri primi esperimenti relativi a film a nastro dei quali però non è rimasta traccia. Quindi, se non è il soggetto ripreso negli esperimenti cilindrici di Monkeyshines, è stato senza dubbio il soggetto di alcuni altri dei primi film su pellicola di celluloide.
Sacco Albanese smise di lavorare per Edison nell'aprile del 1891 continuando a lavorare come ingegnere elettrico negli Stati Uniti e in Venezuela, prima di trasferirsi in Francia nel 1896 dove continuò a lavorare nel campo dell'ingegneria elettrica.